# You Turn My Life Around
You Turn My Life Around es el álbum debut de estudio del cantante estadounidense Charlie Wilson. Fue publicado el 21 de julio de 1992 por Bon Ami Records, a través de un acuerdo de producción y distribución con el entonces llamado MCA Records. El álbum alcanzó la posición #42 en el R&B Album Chart de Billboard cuando fue publicado en 1992.

## Listado de canciones
| N.º | Título                            | Duración |  |
| 1.  | «Sprung On Me»                    | 4:21     |  |
| 2.  | «Come Into My Love Life»          | 4:20     |  |
| 3.  | «Charlie's Jam»                   | 4:15     |  |
| 4.  | «Realize»                         | 4:35     |  |
| 5.  | «You Turn My Life Around»         | 5:20     |  |
| 6.  | «This Is My Prayer»               | 4:46     |  |
| 7.  | «Confess Your Love»               | 4:46     |  |
| 8.  | «Time»                            | 4:30     |  |
| 9.  | «I Found My Baby»                 | 4:52     |  |
| 10. | «I'm Gonna Make You Love Me»      | 3:44     |  |
| 11. | «Please Believe Me» (Bonus Track) | 5:33     |  |